# Israel Corporation
Israel Corporation (em hebraico: החברה לישראל‎‎) é um conglomerado israelense, sediado em Tel Aviv.
50% das suas atividades são de produção e 70% de suas receitas consolidadas derivam de operações globais. As suas principais propriedades são fertilizantes e especialidades químicas, energia, transporte maritimo e transporte de bens. A Israel Corp. constitui o índice TA-25 das principais ações da Tel Aviv Stock Exchange. Duas de suas principais explorações são a Israel Chemicals e Oil Refineries Ltd também são componentes do Índice TA-25.

## História
A companhia foi estabelecida em 1968, pelo governo do Estado de Israel.
Em 1975, o diretor-geral da Israel Corp., Michael Tzur, foi condenado a 15 anos de prisão depois de ter sido condenado por 18 acusações de roubo, fraude e suborno.